# Tara Isabella Burton
Tara Isabella Burton (* 1. Oktober 1990 in New York) ist eine US-amerikanische Journalistin. Sie arbeitet als Redakteurin beim Nachrichtensender Vox.

## Leben
Tara Isabella Burton stammt aus New York, sie wuchs dort, in Rom und auf dem Rive Gauche in Paris auf. Sie studierte Romanistik und Theologie und wurde als Clarendon Stipendiatin am Trinity College, Oxford in Theologie promoviert. Sie schrieb Beiträge unter anderem für National Geographic, The Wall Street Journal, Al Jazeera, 1843, Aeon, The Atlantic, The American Interest, Salon, The New Statesman und The Telegraph. Ihre Belletristik wurde in Granta, Volume 1 Brooklyn, Daily Shouts, Tor.com und Shimmer veröffentlicht. Burton erhielt 2012 den Shiva Naipaul Memorial Prize für Reiseliteratur des Spectator für eine Reportage über ein Frauenkloster in Georgien und 2016 einen Lowell Thomas Award.
Im Jahr 2018 erschien ihr erster Roman.

## Werke (Auswahl)
- Emerson in Europe, 1833. Kommentar Tara Isabella Burton. Vorwort Richard Geldard. New York : Ralph Waldo Emerson Institute, 2007
- The Countries We Think We See, in: The Paris Review, 8. Januar 2016 (über Lesley Blanch)
- The destroyer. Illustrationen Ashley Mackenzie. New York : Tor.com, 2016
- Social creature : a novel. New York : Doubleday, 2018